# 黃尾緋鯉
黃尾緋鯉，為輻鰭魚綱鱸形目鱸亞目鬚鯛科的其中一種，分布印度西太平洋區，包括模里西斯、阿曼、印度、斯里蘭卡、巴基斯坦、印尼、日本、菲律賓、泰國、越南、新加坡、馬來西亞、澳洲、斐濟等海域，棲息深度20-60公尺，體長可達22公分，為底棲性魚類，屬肉食性，以底棲動物為食，可做為食用魚。